# Chardinomys louisi
Chardinomys louisi is een fossiel knaagdier uit het geslacht Chardinomys dat gevonden is in het Laat-Plioceen van Jingle in Shanxi (China). Een populatie uit het Laat-Plioceen van Daodi (Hebei), die eerst werd geïdentificeerd als een nieuwe soort van Orientalomys, is waarschijnlijk dezelfde soort. Deze soort is bekend van 106 bovenkaken, 122 onderkaken, 324 losse kiezen en twee voortanden uit Jingle en vijf kaakfragmenten en 850 losse kiezen uit Daodi. Deze soort is genoemd naar Dr. Louis Jacobs, die veel heeft bijgedragen aan de studie van fossiele Muridae, onder andere door de beschrijving van het geslacht Chardinomys.
C. louisi is een middelgrote soort voor het geslacht. Deze soort lijkt zeer sterk op C. nihowanicus, die echter drie wortels aan de tweede bovenkies (M2) heeft, terwijl C. louisi er vier of vijf heeft. Ook de vorm van de derde bovenkies (M3) verschilt tussen deze twee soorten. Er is al eens gesuggereerd dat C. louisi en C. nihowanicus dezelfde soort zijn, omdat er geen verschillen konden worden gevonden in de eerste boven- en onderkiezen tussen deze twee soorten, maar in de oorspronkelijke beschrijving werden ook alleen verschillen in de tweede en derde kiezen beschreven. De knobbel t6 op de eerste bovenkies (M1) is in de meeste gevallen niet verbonden met de t5, maar meestal wel met de t8. De knobbel t1bis is vaak afwezig en altijd minder goed ontwikkeld dan bij C. yusheensis. Op de tweede bovenkies ontbreekt de t7. De eerste bovenkies is 1,57 tot 2,21 bij 1,25 tot 1,41 millimeter groot, de tweede 1,10 tot 1,60 bij 1,17 tot 1,50 millimeter en de derde 0,73 tot 1,10 bij 0,82 tot 1,21 millimeter. De bovenkiezen zijn samen 3,60 tot 4,35 millimeter lang. De eerste onderkies is 1,54 tot 2,00 bij 1,12 tot 1,42 millimeter, de tweede 1,12 tot 1,51 bij 1,15 tot 1,46 millimeter en de derde 0,89 tot 1,24 bij 0,90 tot 1,25 millimeter. De onderkiezen zijn samen 3,71 tot 4,40 millimeter lang.
Chardinomys bilikeensis · Chardinomys louisi · Chardinomys nihowanicus · Chardinomys yusheensis